# Густав Шваб
Густав Шваб (на немски: Gustav Benjamin Schwab, * 19 юни 1792 в Щутгарт, † 4 ноември 1850 в Щутгарт) е германски теолог и свещеник, гимназиален класически професор и писател от Швабия.
Автор е на произведението за древната митология на немски език „Саги на класическата древност“ (Sagen des klassischen Altertums, 1838–1840).
Густав Шваб е син на тайния дворцов съветник в Кралство Вюртемберг, професор по логика, философ и теолог Йохан Христоф Шваб (* 10 декември 1743, † 15 април 1821) и съпругата му Фридерике, дъщеря на знатен търговец от Щутгарт. От 1809 г. следва като стипендиант в Тюбингенския университет първо 2 години „Филология“ и „Философия“, по-късно „Теология“.
През декември 1817 г. става професор по стари езици на висшата гимназия в Щутгарт. След няколко месеца се жени за София Гмелин, дъщеря на професора по право Фридрих фон Гмелин (1784–1847). От 1825 г. той е 20 години журналист на издателството Брокхауз, Лайпциг по литература, помага на млади автори. През 1837 г. е свещеник в село Гомаринген на Швабски Алб. Там пише за гръцко-римските саги за боговете Sagen des klassischen Altertums в 3 тома, предназначено за деца и младежи.
Той събира големите епоси от антиката от 1838 до 1840 г. от оригиналните текстове, превежда ги на немски и ги преразказва.
През 1847 г. е награден със званието почетен доктор по теология на университета в Тюбинген. Умира от неправилно лекарско лекуване в Щутгарт на 4 ноември 1850 г.

## Произведения
- Johann Felix Jacob Dalp, Johann Jakob Hottinger (Vorwort) und Gustav Schwab (Herausgeber), Die Schweiz in ihren Ritterburgen und Bergschlössern 3 Bände, 1828.
- Gedichte. Cotta, Stuttgart/Tübingen 1828–1829
- Wanderungen durch Schwaben, 1837 – zuerst erschienen als Bd. 2 der Reihe Das malerische und romantische Deutschland. Der Autor versteht unter Schwaben den ganzen Südwesten Deutschlands.
- Buch der schönsten Geschichten und Sagen für Alt und Jung wieder erzählt. S. G. Liesching, Stuttgart 1836–1837
- Die schönsten Sagen des klassischen Alterthums. Nach seinen Dichtern und Erzählern. S. G. Liesching, Stuttgart 1838–1840
  - Bd. 1. S. G. Liesching, Stuttgart 1838. Online)
  - Bd. 2. S. G. Liesching, Stuttgart 1839. (Online)
  - Bd. 3. S. G. Liesching, Stuttgart 1840. (Online)
- Schillers Leben in drei Büchern. S. G. Liesching, Stuttgart 1840 Digitalisat
- Die deutschen Volksbücher, hrsg. v. Franz Schauwecker. Verlag Ernst Steiniger Berlin, 1938
- Die schönsten Sagen des klassischen Altertums, neu bearbeitet von Josef Guggenmos, C. Bertelsmann Verlag, Gütersloh 1954
- Die schönsten Sagen des klassischen Altertums, neu bearbeitet von Josef Guggenmos, Teil 1 in: Die schönsten Sagen des klassischen Altertums, Ravensburger, 2006, Teil 2 in: Die Helden von Troja, Ravensburger, 2008
- Sagen des klassischen Altertums, Anaconda, Köln, 2011, ISBN 978-3-86647-687-5